# يعسوب الذيل معدني الحلقات
يعسوب الذيل معدني الحلقات (الاسم العلمي : Austrolestes cingulatus) هو نوع من أنواع اليعسوب؛ متواجد في أستراليا وينتمي لفصيلة مقترنات الأجنحة في الأسرة وسيعات الاجنحة ،  ينتشر هذا اليعسوب على نطاق واسع في تاسمانيا ، فيكتوريا وشرق نيو ساوث ويلز .  إنه يعسوب متوسط الحجم من أنواع مقترنات الاجنحة، ألوانه هي اخضر وذهبي أو اخضر-زرقاوي وذهبي. اجزاء البطن لهذا الكائن محوطة «بحلقات» لونها شاحب. هذا الامر؛ بالإضافة إلى الوانه المعدنية اللامعة، سبب مصدر اسمه الشائع، الذيل 'معدني' الحلقات.
يكون نشاط هذا اليعسوب من شهر أكتوبر حتى شهر مارس في المسطحات المائية مثل الأنهار والبحيرات والبرك والرخاخات (المستنقعات) الألبية ويتواجد عادةً ما بين النباتات.

## صور

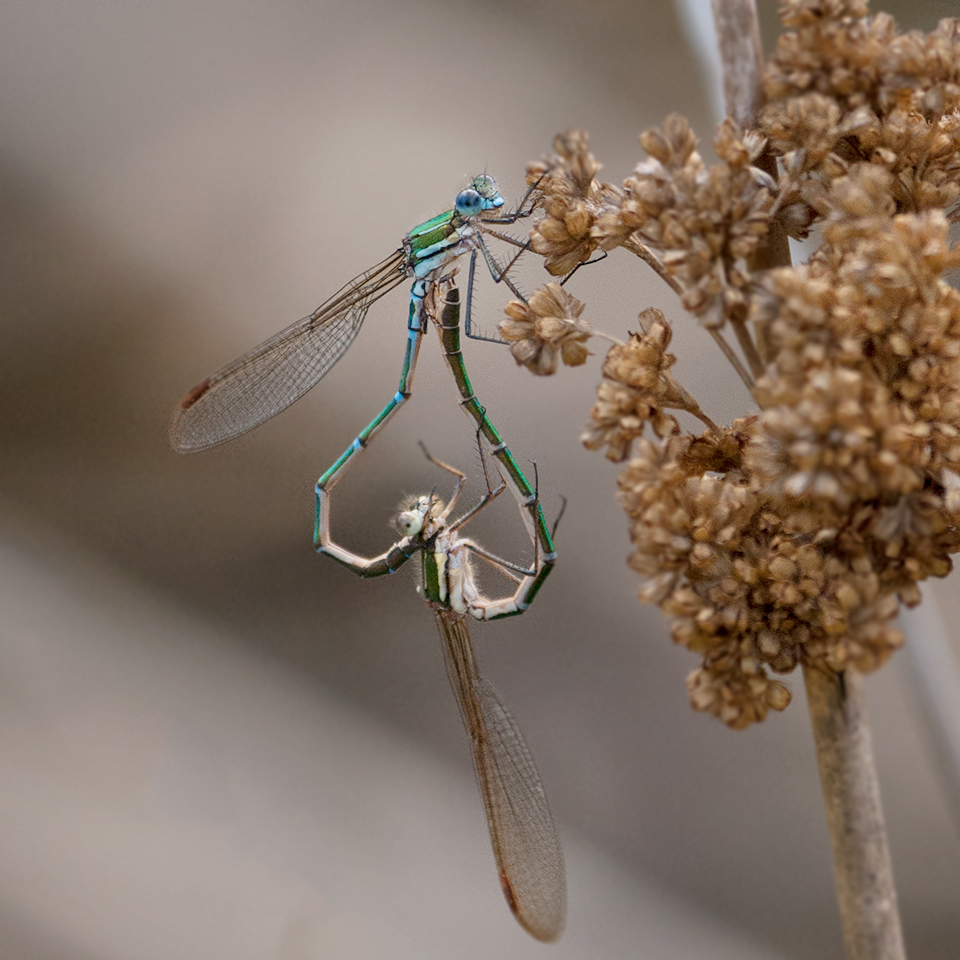
زوج خلال التزاوج
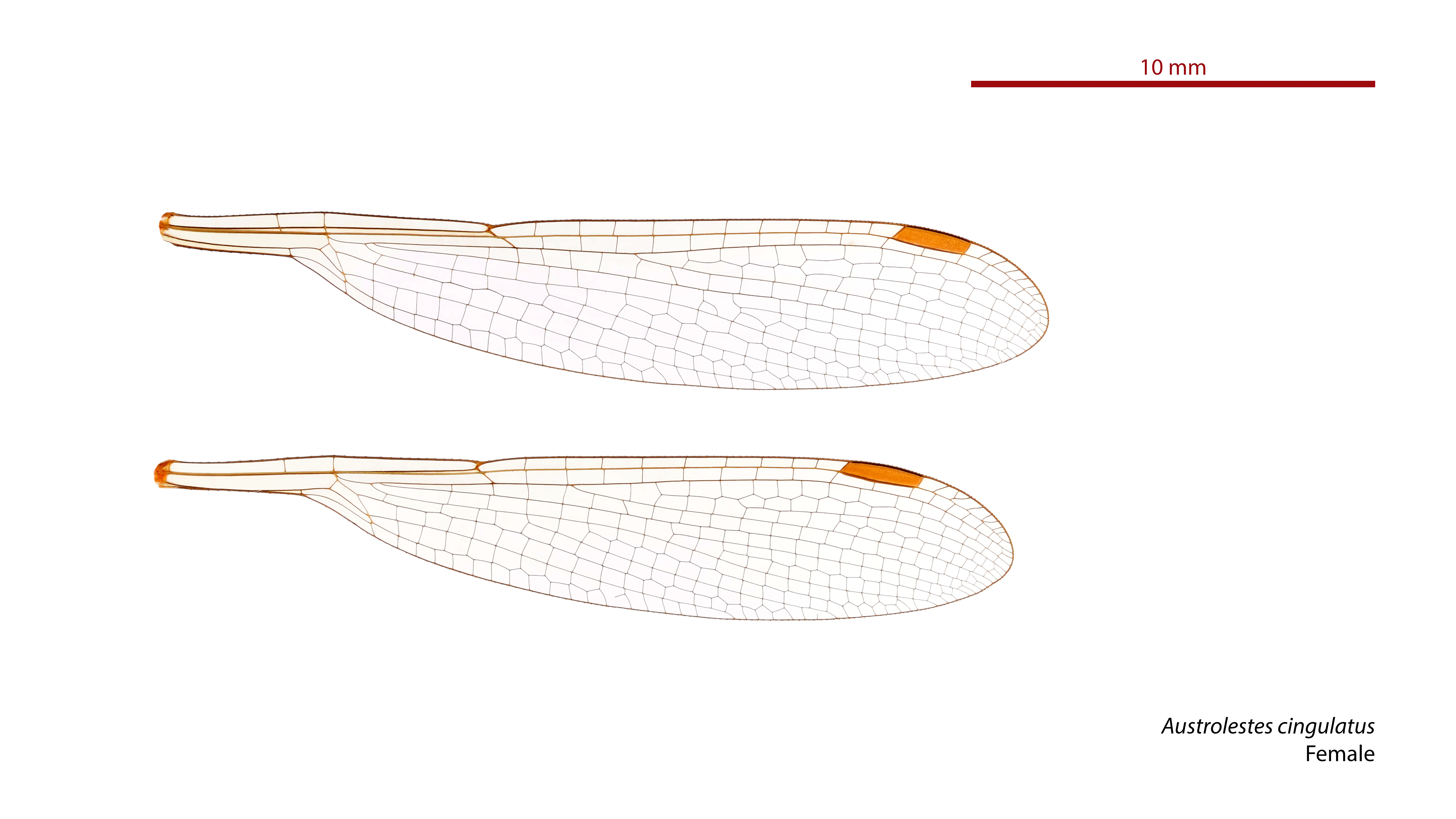
أجنحة الإناث
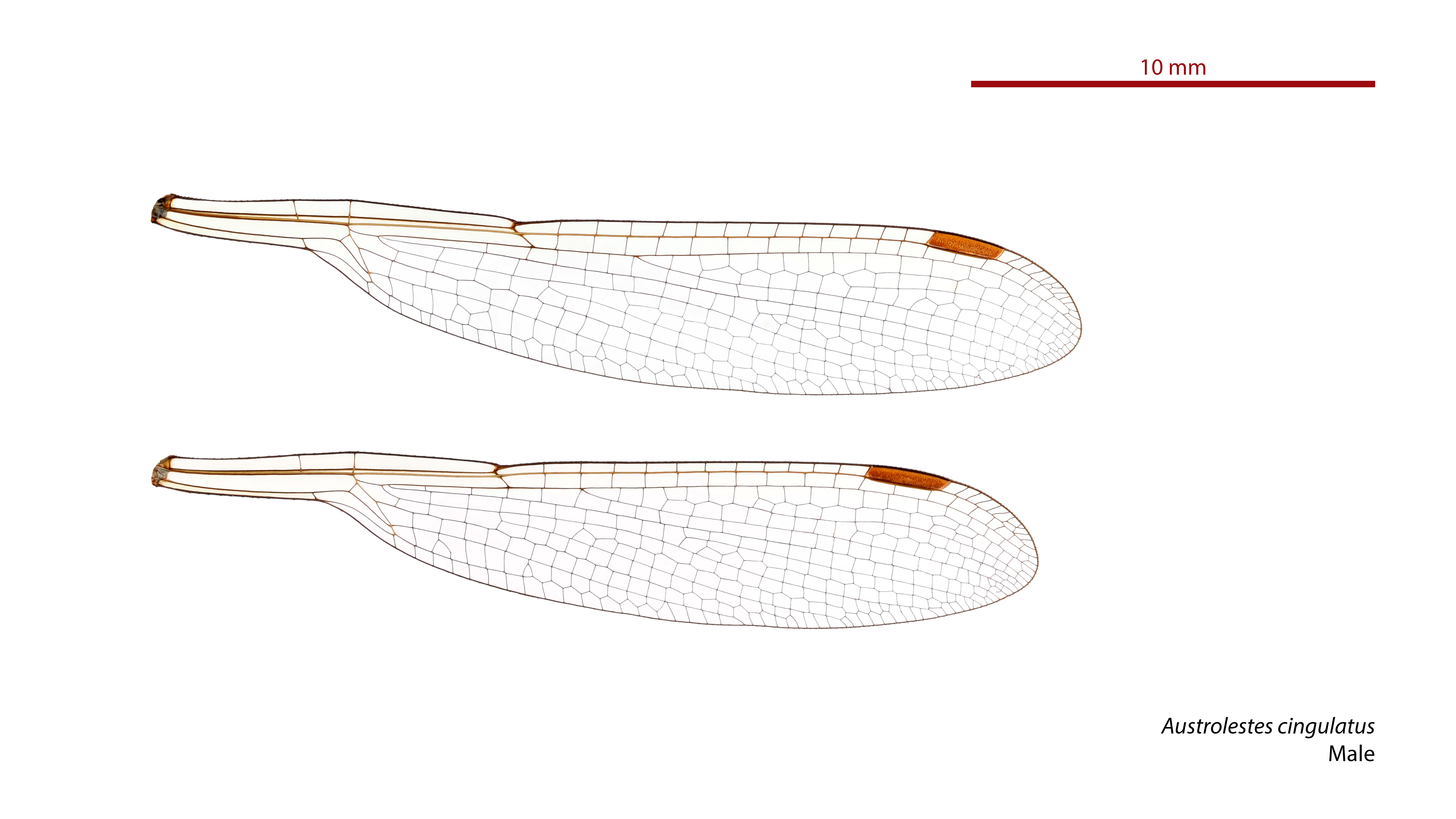
أجنحة الذكور